# Budniki (rejon grodzieński)
Budniki (biał. Буднікі) – wieś na Białorusi, położona w obwodzie grodzieńskim w rejonie grodzieńskim w sielsowiecie Hoża.
W latach 1921–1939 Budniki należały do gminy Hoża w ówczesnym województwie białostockim, w gminie Hoża.
Według Powszechnego Spisu Ludności z 1921 roku wieś zamieszkiwało 42 osoby, wszystkie były wyznania rzymskokatolickiego i zadeklarowały polską przynależność narodową. Było tu 10 budynków mieszkalnych.
Wieś należała do parafii świętych apostołów Piotra i Pawła w Hoży.
Budniki podlegały pod Sąd Grodzki i Okręgowy w Grodnie oraz Urząd Pocztowy w Rybnicy.